# Gornja Lisina
Gornja Lisina (en serbe cyrillique : Горња Лисина ; en bulgare : Горна Лисина) est un village de Serbie situé dans la municipalité de Bosilegrad, district de Pčinja. Au recensement de 2011, il comptait 332 habitants.

## Démographie

### Évolution historique de la population
| 1948  | 1953  | 1961  | 1971  | 1981 | 1991 | 2002 | 2011 |
| ----- | ----- | ----- | ----- | ---- | ---- | ---- | ---- |
| 1 248 | 1 336 | 1 334 | 1 211 | 896  | 605  | 474  | 332  |

|  |